# Средний Тишинский переулок
Сре́дний Тиши́нский переу́лок — улица в центре Москвы на Пресне между Большой Грузинской и Малой Грузинской улицами.

## Происхождение названия
Тишинские переулки (Большой, Малый и Средний) известны с XVIII века. Точное происхождение названия неизвестно. Вероятнее всего переулки названы по местности или селению Тишино (таких много в Центральной России).

## Описание
Средний Тишинский начинается от Большой Грузинской улицы напротив Тишинской площади и проходит на запад, справа к нему примыкает Электрический переулок и заканчивается на Малой Грузинской.

## Примечательные здания и сооружения

### По нечётной стороне
- № 3 — жилой дом. Здесь жила актриса Татьяна Окуневская[1].
- № 5/7, стр. 1 и 2 — Дом культуры имени А. С. Серафимовича. Конструктивистское здание было построено в 1928—1929 годах для работников завода «Авиаприбор». В 2014—2017 годах здесь шли спектакли театра «Школа современной пьесы». В конце июня 2017 года по заказу застройщика «Дон-строй» Группа компаний «Crushmash» начала снос строений[2].

### По чётной стороне
- № 10 — бывшая штаб-квартира общественной организации «Российский общенародный союз».
- № 28, стр. 1 — бизнес-центр «Чайка-плаза 2».